# RK Gorenje Velenje
Il Rokometni Klub Gorenje Velenje è una squadra di pallamano maschile slovena con sede a Velenje.

È stata fondata nel 1958.

## Palmarès

### Competizioni nazionali
- Campionato della Repubblica di Slovenia: 4
  - 1972-73, 1980-81, 1984-85, 1988-89

- Campionato sloveno di pallamano maschile: 5
  - 2008-09, 2011-12, 2012-13, 2020-21, 2023-24

- Coppa di Slovenia: 3
  - 2002-03, 2018-19, 2021-22

- Supercoppa slovena: 4
  - 2009, 2011, 2012, 2022

### Competizioni internazionali
EHF Champions League
- 2013/14 Ottavi di finale
- 2012/13 Ottavi di finale
- 2009/10 Ottavi di finale

EHF European League
- 2021/22 Quarti di finale
- 2014/15 Final Four
- 2008/09 Finale
- 1994/95 Semifinale

EHF European Cup
- 2020/21 Semifinale

## Giocatori
- Iztok Puc
- Ivan Čupić
- Vid Kavticnik
- Sjargej Rutenka
- Vedran Zrnić
- Drago Vuković
- Momir Ilić
- Gorazd Škof
- Jure Dolenec
- Staš Skube
- Michał Szyba